# 15992 Cynthia
15992 Cynthia (1998 YL4) là một tiểu hành tinh vành đai chính được phát hiện ngày 18 tháng 12 năm 1998 bởi G. Hug ở Farpoint Observatory.